# Béthencourt-sur-Somme
Béthencourt-sur-Somme är en kommun i departementet Somme i regionen Hauts-de-France i norra Frankrike. Kommunen ligger i kantonen Nesle som tillhör arrondissementet Péronne. År 2022 hade Béthencourt-sur-Somme 126 invånare.

## Befolkningsutveckling
Antalet invånare i kommunen Béthencourt-sur-Somme
| Referens: INSEE |